# Xestia dilucida
Xestia dilucida är en fjärilsart som beskrevs av Mon. 1875. Xestia dilucida ingår i släktet Xestia och familjen nattflyn. Inga underarter finns listade i Catalogue of Life.